# Telmatobius hauthali
Telmatobius hauthali är en groddjursart som beskrevs av Koslowsky 1895. Telmatobius hauthali ingår i släktet Telmatobius och familjen Ceratophryidae. IUCN kategoriserar arten globalt som sårbar. Inga underarter finns listade i Catalogue of Life.